# Autoroute A-610 (Espagne)
L'autoroute espagnole A-610 est une antenne autoroutière de 6 km permettant de relier l'A-62 au niveau de l'échangeur 78 à l'A-67 au niveau de l'échangeur 6.
Voir le tracé de l'A-610 sur GoogleMaps